# Rock a Little
Rock a Little är ett musikalbum av Stevie Nicks som lanserades i november 1985. Det var hennes tredje album som soloartist. Två av albumets singlar, "Talk to Me" och "I Can't Wait" blev större hitsinglar i USA, medan mottagandet i Europa var mer svalt. Albumet skulle egentligen ha producerats av Jimmy Iovine som producerat Nicks tidigare två studioalbum, men han hoppade av halvvägs in i produktionen. Nicks producerade därefter till viss del albumet själv.

## Låtlista
(kompositör inom parentes)
1. "I Can't Wait" (Stevie Nicks, Rick Nowels, Eric Pressly) – 4:37
2. "Rock a Little (Go Ahead Lily)" – 3:39
3. "Sister Honey" (Nicks, Les Dudek) – 3:50
4. "I Sing for the Things" (Nicks) – 3:45
5. "Imperial Hotel" (Nicks, Mike Campbell) – 2:53
6. "Some Become Strangers" (David Williams, Amy Latelevision, Peter Rafelson) – 3:30
7. "Talk to Me" (Chas Sandford) – 4:10
8. "The Nightmare" (Stevie Nicks, Chris Nicks) – 5:23
9. "If I Were You" (Rick Nowels, Nicks) – 4:31
10. "No Spoken Word" (Nicks) – 4:14
11. "Has Anyone Ever Written Anything for You?" (Nicks, Keith Olsen) – 4:34

## Listplaceringar
- Billboard 200, USA: #12[1]
- UK Albums Chart, Storbritannien: #30[2]
- RPM, Kanada: #11[3]
- Nederländerna: #48[4]
- Nya Zeeland: #25[5]
- Topplistan, Sverige: #15[6]